# Djugu
Djugu (französisch Territoire de Djugu) ist eines von fünf Territorien in der Provinz Ituri im Nordosten der Demokratischen Republik Kongo.

## Geographie
Djugu liegt im Nordosten der Demokratischen Republik Kongo innerhalb der Provinz Ituri. Benachbarte Verwaltungseinheiten sind die Territorien Mahagi im Norden, Irumu im Südwesten, Mambasa im Westen und Watsa (Haut-Uele) im Nordwesten. Im Südosten liegt Djugu am Albertsee durch den die Grenze zu Uganda verläuft.

## Wirtschaft
Die Provinz Ituri ist eine der goldreichsten Regionen der Welt. Auch in Djugu wird Gold abgebaut. Zu den Wirtschaftszweigen in Djugu zählen zudem die Fischerei, Holz- und Landwirtschaft. Es werden unter anderem Kaffee, Bohnen, Mais und Maniok angebaut. Früher eine Kornkammer des Kongos ist die Provinz Ituri durch jahrelange Konflikte zunehmend auf Nahrungsmittelimporte angewiesen. Auch Grundnahrungsmittel wie Zwiebeln, Tomaten und Bohnen werden aus Uganda und dem Südsudan importiert.
In Djugu befinden sich drei kleine Wasserkraftwerke.